# Horisme palmeri
Horisme palmeri är en fjärilsart som beskrevs av Louis Beethoven Prout 1916. Horisme palmeri ingår i släktet Horisme och familjen mätare. Inga underarter finns listade i Catalogue of Life.